# 愛が微笑む時
『愛が微笑む時』（あいがほほえむとき、原題: Heart and Souls）は、1993年にアメリカ合衆国で公開されたロン・アンダーウッド監督、ロバート・ダウニー・Jr主演のファンタジーコメディ映画。

## 概要
近年話題作に続々出演するロバート・ダウニー・Jrをはじめ、チャールズ・グローディンやキーラ・セジウィックなど個性派俳優たちが出演する本作は、幽霊たちが1人の青年に生前出来なかったことを託そうとするハートウォーミングなコメディ映画になっている。監督はケヴィン・ベーコン主演のモンスターパニック映画『トレマーズ』やジャック・パランスが見事アカデミー賞を受賞した『シティ・スリッカーズ』などでその手腕を発揮したロン・アンダーウッド。音楽は『アダムス・ファミリー』シリーズなどのマーク・シャイマンが手掛ける。

## あらすじ
1950年代のサンフランシスコ。偶然で乗り合わせた4人の乗ったバスが、大事故を起こす。そこに乗り合わせていたハリソン（チャールズ・グローディン）、ペニー（アルフレ・ウッダード）、ジュリア（キーラ・セジウィック）、マイロ（トム・サイズモア）の4人その事故で亡き人になってしまうのだが、この世に未練があったため幽霊となって1人の赤ちゃんに取り憑くことに。赤ちゃんの名前はトーマス。トーマスには4人が見えているのだが、まわりには4人が見えない。従って4人はそのまま取り憑いていては、トーマスがちゃんとした大人になれないのではと懸念し始め、しばらく彼の元を離れて見守ることにする。
数年後、トーマス（ロバート・ダウニー・Jr）は30歳過ぎになり、やり手の銀行マンに成長していた。そして4人の元へあの事故を起こしたバスが出現し、中から運転手のハル（デヴィッド・ペイマー）が現れて天国へ行く時間だと4人に告げる。それを聞いた4人はトーマスの体を借りて、生前思い残していたことを果たそうとする。

## キャスト
※括弧内は日本語吹替
- トーマス・ライリー - ロバート・ダウニー・Jr（牛山茂）
- ハリソン・ウィンズロー - チャールズ・グローディン（秋元羊介）
- ペニー・ワシントン - アルフレ・ウッダード（深見梨加）
- ジュリア - キーラ・セジウィック（一柳みる）
- マイロ・ペック - トム・サイズモア（石塚運昇）
- 運転手ハル - デヴィッド・ペイマー（増岡弘）
- アン - エリザベス・シュー（相沢恵子）
- 7歳のトーマス - エリック・ロイド（大谷育江）
- フランク・ライリー - ビル・カルヴァート（宮本充）
- エヴァ・ライリー - リサ・ルーカス（田中敦子）
- ジョン・マクブライド - ショーン・オブライアン（森川智之）
- マックス・マルコ - リチャード・ポートナウ（水野龍司）
- パターソン - カートウッド・スミス（クレジットなし）（水野龍司）
- ピアノ伴奏者 - マーク・シャイマン
- B.B.キング - 本人

## スタッフ
- 監督：ロン・アンダーウッド
- 製作総指揮：カリ＝エスタ・アルバート、ジェームズ・ジャックス
- 製作：ナンシー・ロバーツ、ショーン・ダニエル
- 原作：グレゴリー・ハンセン（短編映画より）
- 脚本：グレゴリー・ハンセン
- 音楽：マーク・シャイマン
- 主題歌：フォー・シーズンズ - 「恋のハリキリ・ボーイ(Walk Like a Man)」
- 撮影：マイケル・ワトキンス
- 編集：O・ニコラス・ブラウン